# Shirley Ann Grau
Pour les articles homonymes, voir Grau (homonymie).
Œuvres principales
The Keepers of the House
Shirley Ann Grau, née le 8 juillet 1929 à La Nouvelle-Orléans et morte le 3 août 2020 à Kenner, est une écrivaine américaine.

## Biographie
Elle obtient le prix Pulitzer en 1965 pour The Keepers of the House (Les Gardiens de la maison).

## Œuvres traduites en français
- Le Prince de la nuit [« The Black Prince, and Other Stories »], trad. de Jeannine Charlu, Paris, Presses de la Cité, 1956, 314 p. (BNF 32190538)
- La Maison de la rue du Colisée [« The House on Coliseum Street »], trad. de Colette M. Huet, Paris, Éditions Stock, coll. « Les Liens du monde », 1962, 223 p. (BNF 33031003)
- Les Gardiens de la maison [« The Keepers of the House »], trad. de Colette M. Huet, Paris, Éditions Stock, 1965, 319 p. (BNF 33031002)
- Quand passe le condor [« The Condor passes »], trad. de Colette M. Huet, Paris, Éditions Stock, coll. « Le Cabinet cosmopolite », 1974, 425 p. (BNF 35425406)
- Preuves d’amour [« Evidence of love »], trad. de Colette M. Huet, Paris, Éditions Stock, coll. « Nouveau cabinet cosmopolite », 1980, 280 p.  (ISBN 2-234-00930-8)

## Sur l’auteure
- Gérald Préher, L’intemporalité du passé dans l’œuvre de quatre écrivains du Sud. Walker Percy, Peter Taylor, Shirley Ann Grau et Reynolds Price, Metz, Université Paul Verlaine-Metz, Centre de recherches Écritures, coll. « Littératures des mondes contemporains », 2009, 496 p.  (ISBN 978-2-917403-13-6)